# Établissments Regnier
Société anonyme des établissments Emile Regnier — ныне не существующая французская моторостроительная компания.

## История
В 1920-е годы Эмиль Ренье, бывший ас времён Первой мировой войны, основал компанию, которая стала представителем британской фирмы de Havilland во Франции. По некоторым данным, в этот период она производила по лицензии несколько моделей авиадвигателей, включая De Havilland Gipsy. На Парижском авиасалоне 1932 года среди её экспозиции были моторы Gipsy III и Gipsy Major.
В 1934 году она перешла к выпуску перевёрнутых рядных двигателей собственной конструкции. Один из них, разработанный на основе 4-цилиндрового de Havilland 6-цилиндровый мотор с эффективной мощностью в 217 л. с., стоял на модификации рекордного Caudron C.366 «Atalante», участвовавшего в соревнованиях на Кубок Дёйча того же года. Другой был установлен на Caudron C.362, 6 января 1934 года установившем новый рекорд скорости на расстояние в 1000 километров для лёгких летательных аппаратов — 332,8 км/ч; однако, этот полёт состоялся на 6 дней позже срока, назначенного Министерством авиации для получения приза в 50000 франков. 27 мая он вновь пытался получить Кубок, и занял второе место. Мотор Régnier внёс свой вклад в победу Percival Mew Gull, завоевавшего кубок Армана Эсдера в июле 1935 года (достигнута скорость 302 км/ч). В 1936 году двигатели Régnier R-6 стали оснащаться нагнетателем конструкции Рутса; 6 различных типов моторов, снабжённым этим усовершенствованием, были представлены на Авиасалоне. В начале 1937 года появился 12-цилиндровый V-образный R12 °C мощностью 450 л. с.
Лицензию на один из его двигателей приобрела американская компания Allied Aviation из Ван-Найс, Калифорния, получила на него в 1939 году сертификат типа и выпускала как Allied Monsoon.
В августе 1940 года головная контора фирмы переведена в Бержерак (департамент Дордонь), где 4 сентября того же года её основатель Эмиль Ренье скончался в клинике Поцци; завод же был захвачен немцами и занимался снабжением германской морской артиллерии.
Во время оккупации Франции и в первые послевоенные годы компания Régnier разработала и выпускала несколько сходных двигателей упрощённой конструкции, различавшихся мощностью: 4J, 4K и 4L (75, 100 и 150 л. с., соответственно). В 1946 или 1947 году она была национализирована и вошла в состав объединения SNECMA (ныне часть холдинга Safran) а её наиболее популярный на тот момент двигатель 4L, стал SNECMA Régnier 4L. SNECMA продолжала их выпуск до 1956 года. Они устанавливались на военной модификации лёгкого самолёта NC.850 — Nord NC.856A (построено 112 штук).

## Продукция
- Régnier R2T-01 (1935) 24 л. с. двухтактный оппозитный:
- Régnier R1 30 л. с. оппозитный;
- Régnier 2 60 л. с. оппозитный;
- Régnier 4B (на основе de Havilland Gipsy) 140 л. с.
- Régnier 4D.2
- Régnier 4E.0
- Régnier 4F.0
- Régnier 4JO[18] 75 л. с.
- Régnier 4KO 100 л. с.
- Régnier 4LO 150 л. с.
- Régnier 4L
- Régnier 4R (1936) 120—135 л. с.
- Régnier 6B 180 л. с.
- Régnier 6GO
- Régnier 6R (1936) 180—200 л. с.
- Régnier 6RS
- Régnier R161-01[19] 280 л. с.
- Régnier Martinet[19]
- Régnier 12Hoo 400 л. с.
- R12 °C 450 л. с.
- R12 G 900 л. с.

## Галерея
Довоенная реклама компании Régnier

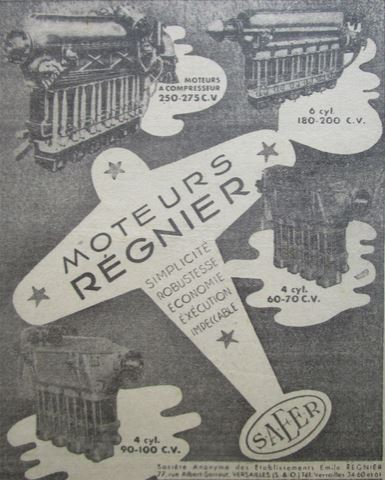
Журнал "Les Ailes" от 31 марта 1938 года, страница 16.
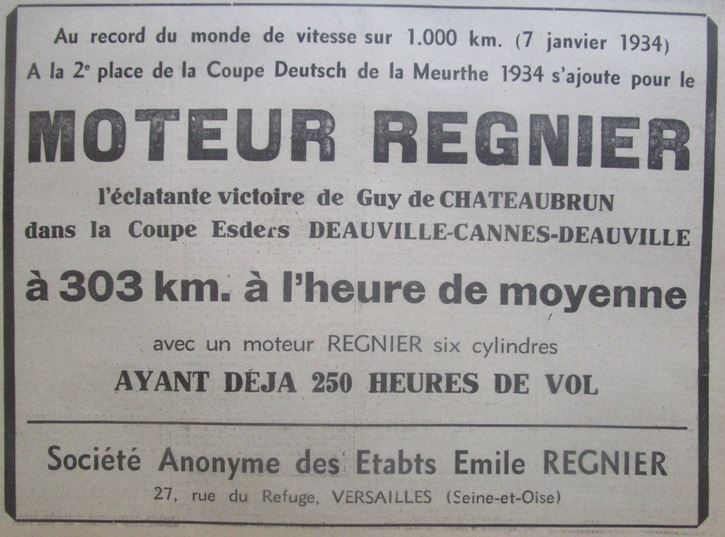
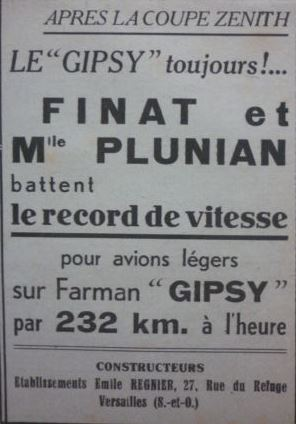